# Мирное (Ставропольский край)
Ми́рное — село в составе Благодарненского городского округа Ставропольского края России.

## Название
История появления названия села связано, по одной версии, с тем, что крестьяне мирно провели первый раздел земельных наделов, по другой — с окончанием русско-японской войны и заключением мирного договора.
Варианты названия: Мирское.

## География
Расстояние до краевого центра: 180 км.
Расстояние до районного центра: 30 км.

## История
Дата основания: 1905 год.
В 1918 году на Ставрополье начался процесс коллективизации, не получивший достаточного развития из-за гражданской войны. После окончательного установления советской власти в регионе стали создаваться коммуны и артели, организуемые бывшими красноармейцами. В 1924 году в селе Мирном была образована артель «Борец за Свободу».
8 августа 1948 года районная газета «Трибуна ударника» опубликовала сообщение: «…Исполком Благодарненского районного совета депутатов трудящихся вынес решение об утверждении постановлений общих собраний колхозников с просьбой переименовать сельхозартели: „Гигант“ в колхоз имени Кирова (Село Мирное)».
На 1 марта 1966 года Мирное входило в состав Алексеевского сельсовета (с центром в селе Алексеевском):9.
До 29 октября 1991 года село входило в Эдельбайский сельсовет. 29 октября 1991 года Президиум Ставропольского краевого Совета народных депутатов решил «Образовать в Благодарненском районе Мирненский сельсовет с центром в селе Мирное, выделенное из состава Эдельбайского сельсовета этого же района».
До 2017 года образовывало упразднённое сельское поселение село Мирное.

## Население
| 1938  | 1989  | 2002  | 2010  | 2011  | 2012  | 2013  | 2014  | 2015  |
| ----- | ----- | ----- | ----- | ----- | ----- | ----- | ----- | ----- |
| 750   | ↗1312 | ↗1520 | ↘1323 | ↘1320 | ↘1278 | ↘1267 | ↘1241 | ↘1208 |
| 2016  | 2017  | 2021  | 2023  |       |       |       |       |       |
| ↘1184 | ↘1183 | ↘1063 | ↘1055 |       |       |       |       |       |

Национальный состав
По итогам переписи населения 2010 года в селе проживали следующие национальности (национальности менее 1 %, см. в сноске к строке «Другие»):
| Национальность | Численность | Процент |
| -------------- | ----------- | ------- |
| Русские        | 1102        | 83,30   |
| Даргинцы       | 109         | 8,24    |
| Аварцы         | 45          | 3,40    |
| Чеченцы        | 28          | 2,12    |
| Цыгане         | 13          | 0,98    |
| Другие         | 26          | 1,97    |
| Итого          | 1323        | 100,00  |

## Инфраструктура
- Дом культуры
- Библиотека
- Фельдшерско-акушерский пункт[25]
- Отделение почтовой связи
- К северу от села расположено открытое кладбище площадью 40000 м²[26].

## Образование
- Детский сад № 22
- Средняя общеобразовательная школа № 13

## Памятники
- Братская могила воинов, погибших в годы гражданской войны[27]
- Памятник землякам погибшим в годы Великой Отечественной войны. 1995 год